# Programmet för odlad mångfald
Programmet för Odlad Mångfald, förkortat POM, är ett nationellt program som startades år 2000 för att främja till att långsiktigt bevara och nyttja Sveriges kulturväxter och deras vilda släktingar. Sveriges riksdag beslutade att genomföra POM som ett verktyg för att förverkliga Konventionen om biologisk mångfald.
Uppgifterna som POM arbetar med:
- inventering och insamling av växter, beskrivning av dem samt olika former av bevarande.
- ökad användning av kulturväxterna genom odling, växtförädling och andra former av nyttjande.
- forskning om arternas släktskap och genetiska variation, om utveckling av nya grödor samt om hur växterna bäst bevaras för framtiden.
- utbildning och information.
- internationellt samarbete
- uppbyggnad av en svensk nationell genbank[3].

Genom så kallade växtupprop mellan åren 2002 och 2010 utfördes inventeringar och insamlingar av växtmaterial över hela landet. Flera hundra frivilliga har hjälpt till att leta och skicka in växtmaterial och historier om sina växter. Med deras hjälp har flera tusen växtprover kunnat samlats in. Materialet har noggrant utvärderats och granskats för att hitta det mest historiskt värdefulla. Resultatet av insamlandet har bland annat lett till en nationell genbank för vegetativt förökade växter där prydnadsväxter, så som perenner, krukväxter, rosor, lök- och knölväxter, prydnadsträd och buskar, samt nyttoväxter såsom fruktträd, bär, bärbuskar och köksväxter bevaras. De fröförökade växterna finns bevarade på frögenbanken NordGen. 
Under åren utfördes åtta olika växtupprop:  
- Frukt- och bäruppropet[5]
- Fröuppropet[6]
- Krukväxtuppropet[7]
- Lök- och knöluppropet[8]
- Perennuppropet[9]
- Rosuppropet[10]
- Träd- och buskuppropet[11]
- Sparrisuppropet[12] (vegetativt förökade köksväxter)

Arbetet med POM har även lett fram till en mängd skrifter och böcker och därigenom spridning av historia samt kunskap om historiska sorter och deras betydelse för en genetisk mångfald i trädgårdar. Varumärket Grönt Kulturarv har tagits fram för marknadsföring och återintroducering av växter som har samlats in genom programmet.    
För att kunna lanseras som en Grönt Kulturarv-sort behöver växten uppfylla vissa kriterier: 
- vara representerad i Nationella genbanken vid Sveriges lantbruksuniversitet (SLU) eller i frögenbanken NordGen.
- uppfylla en viss ålder, vilket avgörs beroende på växtslag (till exempel bör perenner kunna spåras till före 1940-talet).
- vara en svenskt framtagen sort, eller ett spontant uppkommet material, som bedöms vara bevarandevärt, oavsett ålder.[3]

POM samordnas från Sveriges lantbruksuniversitet i Alnarp, men är också ett nätverk där flera andra aktörer ingår, till exempel myndigheter, företag, föreningar, organisationer, museer, botaniska trädgårdar, forskningsaktörer och växtförädlingsföretag.